# Jacqueline de Nonville
Jacqueline de Nonville est une écrivaine française.

## Biographie
Licenciée ès lettres, elle est membre de la Société des gens de lettres, directrice du Cercle nantais des poètes de la légion violette et vice-présidente de la Société académique de Nantes et de Loire-Atlantique.
Elle est l'épouse du baron Pierre Auvray.

## Œuvres
- Éphéméride, 1974.

- Prix François-Coppée 1975 de l’Académie française
- La Lumière dans la nuit, 1975.
- Chansons d'avril, 1976.
- Impropères et laudes, 1979.

- Prix Archon-Despérouses 1980 de l’Académie française.
- Et la vie jaillissait, 1980. Prix Wilfrid-Lucas.
- Et cette soif d'éternité, 1982.
- Et vint le temps de l'homme, 1985.